# Dziarnów
Dziarnów – wieś w Polsce położona w województwie mazowieckim, w powiecie grójeckim, w gminie Mogielnica.
Wieś Darnów była własnością Opactwa Benedyktynów w Płocku. W latach 1975–1998 miejscowość administracyjnie należała do województwa radomskiego.
Przez miejscowość przepływa rzeka Mogielanka, lewobrzeżny dopływ Pilicy. Przy Mogielance stał młyn wodny, którego zgliszcza zachowały się do dziś. Do terenu właściciela młyna należy również most, zwany lokalnie „upustem” – ponieważ ma on zamontowane stawidła, które regulują poziom wody.